# Tadeusz Romańczuk
Tadeusz Romańczuk (ur. 28 lutego 1957 w Domanowie) – polski polityk, rolnik i spółdzielca, senator IX kadencji, w latach 2018–2019 sekretarz stanu w Ministerstwie Rolnictwa i Rozwoju Wsi.

## Życiorys
Ukończył Technikum Rolnicze w Czartajewie, a w 2001 studia ekonomiczne w Wyższej Szkole Ekonomicznej w Białymstoku. W pierwszej połowie lat 80. pracował w Warszawie jako kierowca. Od 1985 do 1998 zajmował się prowadzeniem własnego gospodarstwa rolnego specjalizującego się w produkcji mleka. Przez dwie kadencje był radnym gminy Brańsk, pełniąc m.in. funkcję przewodniczącego rady gminy. W 1998 objął stanowisko prezesa zarządu Spółdzielni Mleczarskiej Bielmlek w Bielsku Podlaskim, a w 1999 został prezesem zarządu spółki z o.o. „Mlekovita”.
Przystąpił do Prawa i Sprawiedliwości. W wyborach parlamentarnych w 2015 kandydował do Senatu z ramienia PiS w okręgu wyborczym nr 61. Został wybrany na senatora, zdobywając 39 607 głosów (54,63%) i pokonując Eugeniusza Czykwina.
W sierpniu 2018 został powołany na stanowisko sekretarza stanu w Ministerstwie Rolnictwa i Rozwoju Wsi, którym pozostawał do 24 lipca 2019 (odwołano go po złożeniu dymisji). Następnie powrócił do zarządzania spółdzielnią Bielmlek. W wyborach w 2019 nie ubiegał się o reelekcję. 

## Życie prywatne
Tadeusz Romańczuk jest żonaty, ma dwóch synów i dwie córki.